# Ernst Emshoff
Ernst Emshoff, nemški general in vojaški veterinar, * 31. marec 1875, † 31. maj 1965.